# Klub Cavallo w Łazienkach
Klub Cavallo w Łazienkach – nowoczesna stajnia we wschodniej części Łazienek Królewskich w Warszawie znajdująca się w dawnym budynku gospodarczym. Jest to hotel dla koni prywatnych właścicieli oraz Akademia Sztuki Jeździeckiej Karoliny Wajdy. W tym samym budynku znajduje się klub urządzony w stylu staroangielskiego klubu jeździeckiego i restauracja „Klub Cavallo” (adres: ul. 29 listopada 3a, 00-465 Warszawa). 
Stajnia nie jest dostępna publicznie. Osoby zainteresowane zwiedzeniem muszą uzyskać zgodę kierownika obiektu. Obok znajdują się maneż (w wielkim namiocie) i padok. Stajnia jest zarządzana przez kierownictwo Restauracji „Belvedere” mieszczącej się w Palmiarni.